# William Finley
Pour les articles homonymes, voir Finley.
William Finley, né le 20 septembre 1940 ou 1942 à New York et mort le 14 avril 2012, est un acteur américain.
Il est principalement connu pour sa collaboration avec Brian De Palma (notamment Phantom of the Paradise, Sœurs de sang et Furie) et, dans une moindre mesure, avec Tobe Hooper (Le Crocodile de la mort ou Massacres dans le train fantôme).

## Biographie
Finley a collaboré notamment avec le réalisateur Brian De Palma, avec qui il a débuté dans le court métrage Woton's Wake ou encore Murder à la mod. Plus récemment, Finley a contribué à un caméo dans le film de Brian De Palma Le Dahlia Noir. Son rôle le plus connu reste celui de Winslow Leach dans le Phantom of the Paradise de Brian de Palma. Sous le nom de W.Finley Franklin, il écrit en 1983 le scénario du film The First Time. Il est également le coauteur du livre Racewalking. Finley est diplômé de l'Université Columbia en 1963. Il résidait à New York City avec sa femme et son fils. Il décède le 14 avril 2012 des suites d'une opération,.

## Filmographie

### Cinéma
- 1962 : Woton's Wake de Brian de Palma : Woton (court métrage)
- 1968 : Meurtre à la Mode (Murder à la Mod) de Brian De Palma : Otto
- 1969 : The Wedding Party de Brian De Palma : Alistair
- 1970 : Dionysus in '69 de Brian De Palma : Dionysus
- 1973 : Sœurs de sang (Sisters) de Brian De Palma : Emil Breton
- 1974 : Phantom of the Paradise de Brian De Palma : Winslow / le fantôme
- 1977 : Le Crocodile de la mort (Eaten Alive) de Tobe Hooper : Roy
- 1978 : Furie (The Fury) de Brian De Palma : Raymond
- 1979 : Le Malin de John Huston : un homme (non crédité)
- 1980 : Pulsions (Dressed to Kill) de Brian De Palma (voix, non crédité)
- 1980 : Simon de Marshall Brickman : Fichandler
- 1981 : Massacres dans le train fantôme (The Funhouse) de Tobe Hooper : Marco le Magnifique
- 1982 : Horreur dans la ville (Silent Rage) de Michael Miller : Dr. Paul Vaughn
- 1984 : Double Negative de Sam Irvin : Milt (court métrage)
- 1993 : Nuit de la Terreur (Night Terrors) de Tobe Hooper : Dr. Matteson
- 2006 : Le Dahlia Noir (The Black Dahlia) de Brian De Palma : George Tilden

### Télévision
- 1975 : Last Hours Before Morning, téléfilm de Joseph Hardy : Elmo
- 1976 : Mary Hartman, Mary Hartman (en), dans un épisode de Jim Drake : Dr. Elvin McCabe (saison 1, épisode 75)
- 1993 : Les Contes de la crypte (Tales from the Crypt), « Till Death Do We Part » de W. Peter Iliff : Dr. Nevel (saison 5, épisode 13)
- 1998 : Sabrina, l'apprentie sorcière (Sabrina, the Teenage Witch), « Good Will Haunting » de Kenneth R. Koch : le loup garou (non crédité) (saison 3, épisode 6)
- 2006 : Les Maîtres de l'horreur (Masters of Horror), « Sick Girl » de Lucky McKee : le mari (non crédité) (saison 1, épisode 10)